# Incidente del golfo de Omán de mayo de 2019
La primera tensión en el estrecho de Ormuz se inició el 12 de mayo de 2019 entre Estados Unidos e Irán en el marco de la crisis diplomática que enfrenta a ambos países desde 2017.

## Contexto

Fuyaira en Emiratos Árabes Unidos, puerto del petróleo de toda la península arábiga.

El 8 de mayo Estados Unidos abandonó el acuerdo nuclear del plan de Acción Conjunto y Completo. Más tarde Irán abandonó parcialmente el mismo y pidió al P5+1 y a la Unión Europea que se levanten las sanciones económica impuesta contra la república islámica.
Aunque las tensiones entre Irán y los países árabes siempre estuvo presente el 13 de mayo Arabia Saudita y Emiratos Árabes Unidos acusaron que sus buques petroleros entre los golfos de Pérsico y el Omán sufrieron un ataque calificado por ellos mismos como «actos de sabotaje». El 12 de mayo Emiratos Árabes Unidos también informó que recibió un ataque en el puerto de Fuyaira. Ninguna de las dos naciones culparon directamente a Irán, y este último negó cualquier implicación al afirmar que los ataques «son preocupantes y lamentables».
En cambio la intervención de Arabia Saudita en la guerra civil yemení trajo como consecuencias que los rebeldes hutíes ataquen por medio de vehículos no tripulados su infraestructura petrolera en la península arábiga, el 16 de mayo el gobierno de Arabia Saudita acusó oficialmente a Irán de estar detrás de los ataques contra su territorio.

## Incidente
El 12 de mayo de 2019, hora local de la mañana, el canal de noticias de Hezbolá, Al Mayadeen, informó falsamente que siete petroleros estuvieron involucrados en una explosión en el puerto de Fujairah. El informe de noticias fue recogido rápidamente por Press TV con sede en Irán y otros medios de noticias. Los Emiratos Árabes Unidos negaron cualquier explosión en el puerto y declararon que el puerto continuaba operando normalmente. El Ministerio de Asuntos Exteriores y Cooperación Internacional de los EAU emitió más tarde una declaración de que cuatro barcos frente al puerto de Fujairah fuera de las aguas territoriales de los EAU fueron blanco de un "ataque de sabotaje".
Un barco enarbolaba la bandera de los EAU y otro enarbolaba la bandera de Noruega, mientras que dos petroleros sauditas también se encontraban entre los barcos objetivo. No se informaron víctimas ni se produjeron derrames de petróleo o químicos. El Ministro de Energía, Industria y Recursos Minerales de Arabia Saudita y presidente de Saudi Aramco, Khalid al-Falih, declaró que dos de los barcos dañados eran petroleros propiedad de Arabia Saudita. "Uno de los dos buques estaba en camino para ser cargado con petróleo crudo saudí desde el puerto de Ras Tanura, para ser entregado a los clientes de Saudi Aramco en los Estados Unidos", agregó.
Los buques fueron identificados más tarde como Almarzoqah y Amjad con bandera saudita, A. Michel con bandera de los emiratí y Andrea Victoria con bandera de Noruega.

## Tensión

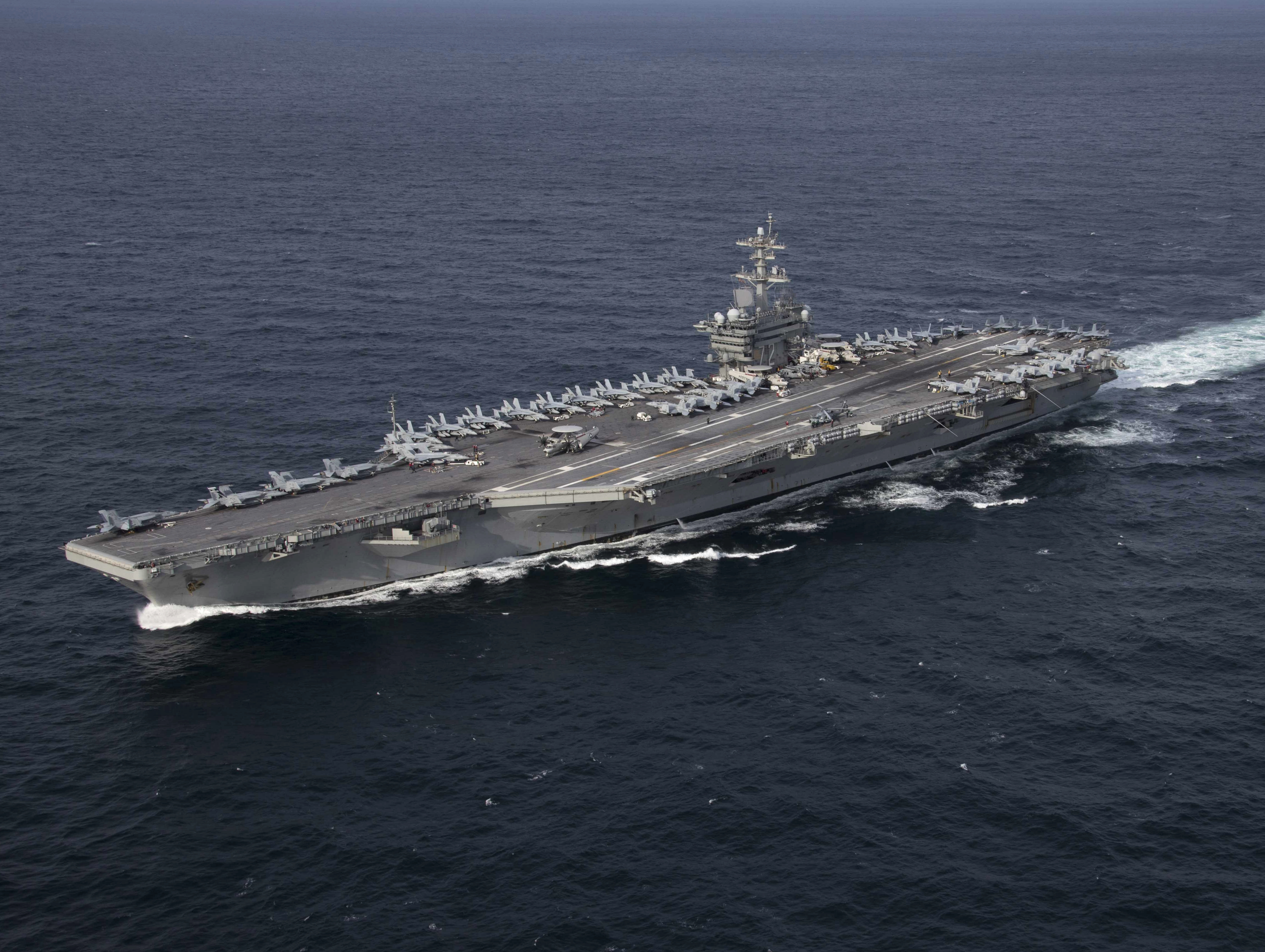
El USS Abraham Lincoln el 30 de enero de 2019 en el océano Atlántico.

El 13 de mayo de 2019 el secretario de Estado de Estados Unidos, Mike Pompeo, hizo un viaje de emergencia a Bruselas (Bélgica) para hablar sobre el asunto de Irán entre los miembros de la Unión Europea.
El 16 de mayo el portaaviones estadounidense USS Abraham Lincoln estacionado en el océano Índico sur inició su rumbo al golfo Pérsico mediante el estrecho de Ormuz. Irán amenazó con bloquear el estrecho y bombardear a la Armada de Estados Unidos si se atrevía a cruzar el estrecho.
El diario ruso RT calificó que un conflicto bélico sería mucho peor que la invasión a Irak de 2003. Mientras que Noticias de Israel afirmó que «la Tercera Guerra del Golfo ya ha comenzado» con la tensión del estrecho y las amenazas mutuas de todos los bandos. El alemán DW detalló la importancia del sitio:

El estrecho de Ormuz, que también es importante para el transporte de gas líquido proveniente de Qatar, comunica a Estados muy disímiles: Arabia Saudita, Irán, los Emiratos Árabes Unidos, Kuwait e Irak. En su punto más angosto, no mide ni cincuenta kilómetros. Y los dos cauces –el de ida y el de venida– que permiten la circulación de los grandes tanqueros tienen apenas tres kilómetros de ancho, respectivamente. Eso hace que esa masa de agua sea relativamente fácil de vigilar. Aun así, el miedo a su obstrucción es grande.